# 最長片道切符の旅
『最長片道切符の旅』（さいちょうかたみちきっぷのたび）は、日本の紀行作家宮脇俊三の紀行文第二作である。1979年に新潮社から刊行された。この旅は1978年であり、旅行後に宮脇が乗った路線や列車の廃止が相次いだため、本書は後世からみて、当時の鉄道運行状況や沿線状況を記した貴重な記録になっている。

## 作品概要
1977年に当時の日本国有鉄道（国鉄）全線完乗を達成し、その顛末を処女作となる旅行記『時刻表2万キロ』として河出書房新社から出版することになった宮脇は、職業上のけじめとして発売に先立つ1978年6月末をもって中央公論社を退職する。専業作家となったことで勤め人時代とは逆に自由な時間を得たため、宮脇は新作の取材を兼ねて存分に鉄道旅行を堪能しようと考えるが、「金曜日の夜に東京を夜行で出発して土日の2日間にどれだけの旅程を詰め込めるか」という強い制約の中で時刻表と向き合い計画を立てることを長年の習慣としてきた宮脇にとって、いつでも好きなだけ鉄道に乗れる状態では自由を持て余してかえって計画を立てられない。「自由を享受しながら制約をつくりだし、時刻表の楽しみを回復するにはどうしたらよいのか」と考えた末、広尾線広尾駅（1987年に廃止）から指宿枕崎線枕崎駅までを国鉄の最長片道切符で旅するという「最も制約が強く、同時に最も壮大な鉄道旅行」を行うことにした。未乗線区のほとんどが盲腸線であった全線完乗チャレンジを著した前著とは正反対の、「起点と終点以外は盲腸線のないルートの旅」というコンセプトも宮脇を満足させるものとなった。
最長片道切符のルートは、鉄道ファンの眼科医・光畑茂がコンピュータを用いて算出したものが決定版として公表されていたが、それに頼らず自力での算出にこだわるものの、旅行開始の直前に全線開通する予定の武蔵野線の存在など頭を悩ませる問題に時間ばかりが費やされ、普段はいつどこに旅行に行っても何も言わない妻からも、夏が終わる頃には「まだ行かないの？」と訝しがられる。最終案をレイルウェイ・ライターの種村直樹に相談したところ、この時点では未刊行だった光畑の最新ルートを見せられて補正を受けた。渋谷駅のみどりの窓口では旅客営業規則に基づき発券を断られ、渋谷駅の旅行センターには迷惑がられる切符の購入を経て、1978年（昭和53年）10月13日に広尾駅を出発。最短距離2,764.2キロのところを13,319.4キロかけ、車内改札に来た車掌や改札口の駅員に驚かれたり、呆れられたりしながらの長旅が始まった。
本来であれば2ヶ月かけて全旅程をひと息に踏破したかったところ、ルートの選定と切符の購入に時間をとられているうちに、中央公論社退職後の「一世一代の暇」がなくなってしまう。所用のためにまとまった日程がとれないため、切符のルートから「途中下車」して東京へ帰ってはまた中断地点に舞い戻り、を繰り返す。それに途中で風邪を引いたりしたため、切符の有効期限が迫ってきて…。
前作同様、抑制の効いた簡潔な文章に風景描写や筆者が悪戦苦闘する様子を巧みに織り込んだ、宮脇の代表作の一つである。
なお、2008年には、この時に宮脇がノートに残した取材メモが『最長片道切符の旅　取材ノート』として新潮社から刊行され、それに伴い本作も復刊された。

## 構成
- 遠回りの話
- 切符の話
- 第 1日（昭和53年10月13日）　広尾 - 帯広 - 富良野 - 遠軽
- 第 2日（昭和53年10月14日）　遠軽 - 北見 - 池田 - 釧路 - 厚岸 - 厚床
- 第 3日（昭和53年10月15日）　厚床 - 中標津 - 標茶 - 網走 - 中湧別 - 紋別
- 第 4日（昭和53年10月16日）　紋別 - 名寄 - 音威子府 - 浜頓別 - 南稚内
- 第 5日（昭和53年10月17日）　南稚内 - 幌延 - 留萠 - 深川 - 岩見沢 - 沼ノ端 - 小樽
- 第 6日（昭和53年10月18日）　小樽 - 倶知安 - 伊達紋別 - 函館 - 青森 - 好摩

-----（1回目の予定中断）-----
- 第 7日（昭和53年10月28日）　好摩 - 大館 - 弘前 - 深浦 - 東能代 - 秋田
- 第 8日（昭和53年10月29日）　秋田 - 鶴岡 - 坂町 - 米沢 - 横手
- 第 9日（昭和53年10月30日）　横手 - 大曲 - 盛岡 - 宮古 - 花巻 - 一ノ関 - 気仙沼
- 第10日（昭和53年10月31日）  気仙沼 - 前谷地 - 石巻 - 仙台 - 郡山 - 平 - 水戸
- 第11日（昭和53年11月 1日）  水戸 - 安積永盛 - 小山 - 友部 - 我孫子

-----（2回目の予定中断）-----
- 第12日（昭和53年11月 9日）  我孫子 - 成田 - 松岸 - 成東 - 大網 - 安房鴨川 - 千倉 - 千葉 - 西船橋（次女が同伴）
- 第13日（昭和53年11月11日）  西船橋 - 新松戸 - 日暮里 - 尾久 - 赤羽 - 田端 - 新宿 - 吉祥寺
- 第14日（昭和53年11月12日）  吉祥寺 - 西国分寺 - 南浦和 - 大宮 - 倉賀野 - 拝島 - 立川 - 登戸

-----（風邪による療養期間）-----
- 第15日（昭和53年11月23日）  登戸 - 尻手 - 浜川崎 - 鶴見 - 品川 - 代々木 - 神田 - 秋葉原 - 錦糸町 - 東京 - 小田原[1] - 沼津 - 御殿場 - 国府津 - 茅ケ崎 - 橋本 - 八王子
- 第16日（昭和53年11月24日）  八王子 - 甲府 - 富士 - 掛川 - 遠江二俣 - 豊橋 - 飯田
- 第17日（昭和53年11月25日）  飯田 - 辰野 - 小淵沢 - 小諸 - 高崎 - 小出
- 第18日（昭和53年11月26日）  小出 - 会津若松 - 新津 - 新発田 - 新潟 - 柏崎 - 宮内 - 越後川口 - 十日町
- 第19日（昭和53年11月27日）  十日町 - 豊野 - 直江津 - 糸魚川 - 松本 - 名古屋 - 亀山 - 津
- 第20日（昭和53年11月28日）  津 - 多気 - 新宮 - 和歌山 - 高田 - 奈良 - 天王寺 - 大阪 - 京橋
- 第21日（昭和53年11月29日）  京橋 - 木津 - 柘植 - 山科 - 近江塩津 - 米原 - 岐阜 - 高山
- 第22日（昭和53年11月30日）  高山 - 富山 - 敦賀

-----（3回目の予定中断）-----
- 第23日（昭和53年12月 3日）  敦賀 - 西舞鶴 - 宮津 - 豊岡 - 京都
- 第24日（昭和53年12月 4日）  京都 - 西明石 - 尼崎 - 谷川 - 加古川 - 姫路 - 東津山 - 鳥取 - 倉吉
- 第25日（昭和53年12月 5日）  倉吉 - 伯耆大山 - 備中神代 - 備後落合 - 宍道 - 江津（第27日の高松まで新潮社の編集者が同伴）
- 第26日（昭和53年12月 6日）  江津 - 三次 - 福山 - 倉敷 - 新見 - 津山 - 岡山
- 第27日（昭和53年12月 7日）  岡山 - 宇野 - 高松 - 佐古 - 阿波池田 - 窪川 - 北宇和島
- 第28日（昭和53年12月 8日）  北宇和島 - 松山 - 堀江 - 仁方 - 三原

-----（4回目の予定中断）-----
- 第29日（昭和53年12月15日）  三原 - 小郡 - 津和野 - 益田
- 第30日（昭和53年12月16日）  益田 - 長門市 - 厚狭 - 門司 - 香椎 - 宇美 - 吉塚 - 飯塚 - 豊前川崎 - 後藤寺 - 新飯塚 - 直方 - 伊田 - 行橋 - 城野
- 第31日（昭和53年12月17日）  城野 - 香春 - 添田 - 夜明 - 久留米 - 博多 - 平戸口 - 佐世保 - 諫早 - 佐賀
- 第32日（昭和53年12月18日）  佐賀 - 瀬高 - 熊本 - 大分 - 宮崎 - 志布志
- 第33日（昭和53年12月19日）  志布志 - 鹿屋 - 国分 - 都城 - 人吉 - 八代
- 第34日（昭和53年12月20日）  八代 - 川内 - 薩摩大口 - 栗野 - 隼人 - 西鹿児島 - 山川 - 枕崎

## 切符
- 切符の値段は65,000円。有効期間は68日間だった。本来は広尾から枕崎まで中断なしで行けば、晩秋から初冬の日照時間の短い季節ながら、日中のみの移動で、かつ普通列車を中心に乗っても余裕のある日数であった。ところが所用により4回の中断を余儀なくされ、さらに第14日の後で風邪をひいて一週間寝こんだことで、旅行は6回に分断されることになった。
- 首都圏のルートについては世田谷の自宅からの日帰りを繰り返しており、時刻表に詳細な発着時刻の記載もないことから事前に予定も立てられず、行った先の駅で次の電車の発車時刻を確認し、好接続だと胸を撫で下ろすようなありさまとなる。とても旅行という風情のない単なるノルマの達成にやる気も出ず、朝から出かけようと思っていたのに実際に家を出たのは昼過ぎという様子も描写している。
- 風邪からの回復後は大幅に旅程を見直し、旅行日は始発から終電まで乗り通し、特急列車も頻繁に使って可能な限りの時短を試み、最後は旅客営業規則上の特例の活用までも図ることで、切符の有効期間中に枕崎に到着できるか否かのスリリングな展開となる。そもそも旅の目的自体と切符の有効期間は関係はないのであるが、最初は複雑な思いも持っていた切符に徐々に愛着を生じるようになり、「この切符1枚でこの旅を完成させるのだ」という思いを抱くようになる宮脇の心情の変化が描かれている。
- 切符には、途中下車の度に途中下車印が捺されたため、最後は字が判読できないほど下車印だらけになっている。券面記載事項が見えなくなったため長野県の飯田駅で切符を再発行されそうになったが、宮脇は断っている。それでも切符表面の中央という最も目立つ場所に最後まで残ったわずかな空間に、目的地の枕崎駅で駅名のゴム印を捺してもらうことに成功している。
- 切符の写真は文庫版でも掲載されているほか、宮脇の死の翌年に放送されたNHKの『列島縦断 鉄道12000キロの旅 〜最長片道切符でゆく42日〜』の直前スペシャルで宮脇の書斎と共に紹介された。また、2008年に世田谷文学館で行われた「没後5年 宮脇俊三と鉄道紀行展」では切符の実物が出展されている[2]。